# Giannīs Michaīlidīs
Giannīs Michaīlidīs (in greco Γιάννης Μιχαηλίδης?; Giannitsa, 18 febbraio 2000) è un calciatore greco, difensore del PAOK.

## Caratteristiche tecniche
È un difensore centrale.

## Carriera

### Club
Cresciuto nel settore giovanile del PAOK, ha esordito in prima squadra il 15 gennaio 2020 disputando l'incontro di Kypello Ellados vinto 4-1 contro l'OFI Creta.

### Nazionale
Ha giocato nelle nazionali giovanili greche Under-17 ed Under-19.
Nel 2020 è stato convocato dalla nazionale greca per disputare gli incontri di UEFA Nations League in programma il 3 ed il 6 settembre rispettivamente contro Slovenia e Kosovo, senza però scendere in campo. Il 7 ottobre 2020 ha esordito in occasione dell'amichevole persa 2-1 contro l'Austria.

## Statistiche
Statistiche aggiornate al 16 maggio 2021.

### Presenze e reti nei club
| Stagione        | Squadra         | Campionato      | Campionato | Campionato | Coppe nazionali | Coppe nazionali | Coppe nazionali | Coppe continentali | Coppe continentali | Coppe continentali | Altre coppe | Altre coppe | Altre coppe | Totale | Totale | Totale |
| Stagione        | Squadra         | Comp            | Pres       | Reti       | Comp            | Pres            | Reti            | Comp               | Pres               | Reti               | Comp        | Pres        | Reti        | Pres   | Reti   |        |
| --------------- | --------------- | --------------- | ---------- | ---------- | --------------- | --------------- | --------------- | ------------------ | ------------------ | ------------------ | ----------- | ----------- | ----------- | ------ | ------ | ------ |
| 2019-2020       | PAOK            | SL              | 7          | 1          | CG              | 2               | 0               |                    | -                  | -                  |             | -           | -           | 9      | 1      |        |
| 2020-2021       | PAOK            | SL              | 19         | 0          | CG              | 3               | 0               | UCL+UEL            | 4+1                | 0                  |             | -           | -           | 27     | 0      |        |
| Totale carriera | Totale carriera | Totale carriera | 26         | 1          |                 | 5               | 0               |                    | 5                  | 0                  |             | -           | -           | 36     | 1      |        |

### Cronologia presenze e reti in nazionale
| Cronologia completa delle presenze e delle reti in nazionale ― Grecia | Cronologia completa delle presenze e delle reti in nazionale ― Grecia | Cronologia completa delle presenze e delle reti in nazionale ― Grecia | Cronologia completa delle presenze e delle reti in nazionale ― Grecia | Cronologia completa delle presenze e delle reti in nazionale ― Grecia | Cronologia completa delle presenze e delle reti in nazionale ― Grecia | Cronologia completa delle presenze e delle reti in nazionale ― Grecia | Cronologia completa delle presenze e delle reti in nazionale ― Grecia |
| Data                                                                  | Città                                                                 | In casa                                                               | Risultato                                                             | Ospiti                                                                | Competizione                                                          | Reti                                                                  | Note                                                                  |
| --------------------------------------------------------------------- | --------------------------------------------------------------------- | --------------------------------------------------------------------- | --------------------------------------------------------------------- | --------------------------------------------------------------------- | --------------------------------------------------------------------- | --------------------------------------------------------------------- | --------------------------------------------------------------------- |
| 7-10-2020                                                             | Klagenfurt                                                            | Austria                                                               | 2 – 1                                                                 | Grecia                                                                | Amichevole                                                            | -                                                                     | 46’ 58’                                                               |
| 11-11-2020                                                            | Atene                                                                 | Grecia                                                                | 2 – 1                                                                 | Cipro                                                                 | Amichevole                                                            | -                                                                     |                                                                       |
| Totale                                                                |                                                                       | Presenze                                                              | 2                                                                     |                                                                       | Reti                                                                  | 0                                                                     |                                                                       |

## Palmarès

### Club

#### Competizioni nazionali
- Coppa di Grecia: 1

PAOK: 2020-2021
- Campionato greco: 1

PAOK: 2023-2024